# Ostiglia
Ostiglia est une commune italienne de la province de Mantoue dans la région Lombardie en Italie.

## Administration
| Période                                  | Période | Identité | Étiquette | Qualité |
| ---------------------------------------- | ------- | -------- | --------- | ------- |
|                                          |         |          |           |         |
| Les données manquantes sont à compléter. |         |          |           |         |

### Hameaux
Calandre, Correggioli, Comuna Bellis, Comuna Santuario, Ponte Molino

### Communes limitrophes
Borgofranco sul Po, Casaleone, Cerea, Gazzo Veronese, Melara, Revere, Serravalle a Po